# Maurer-Schema

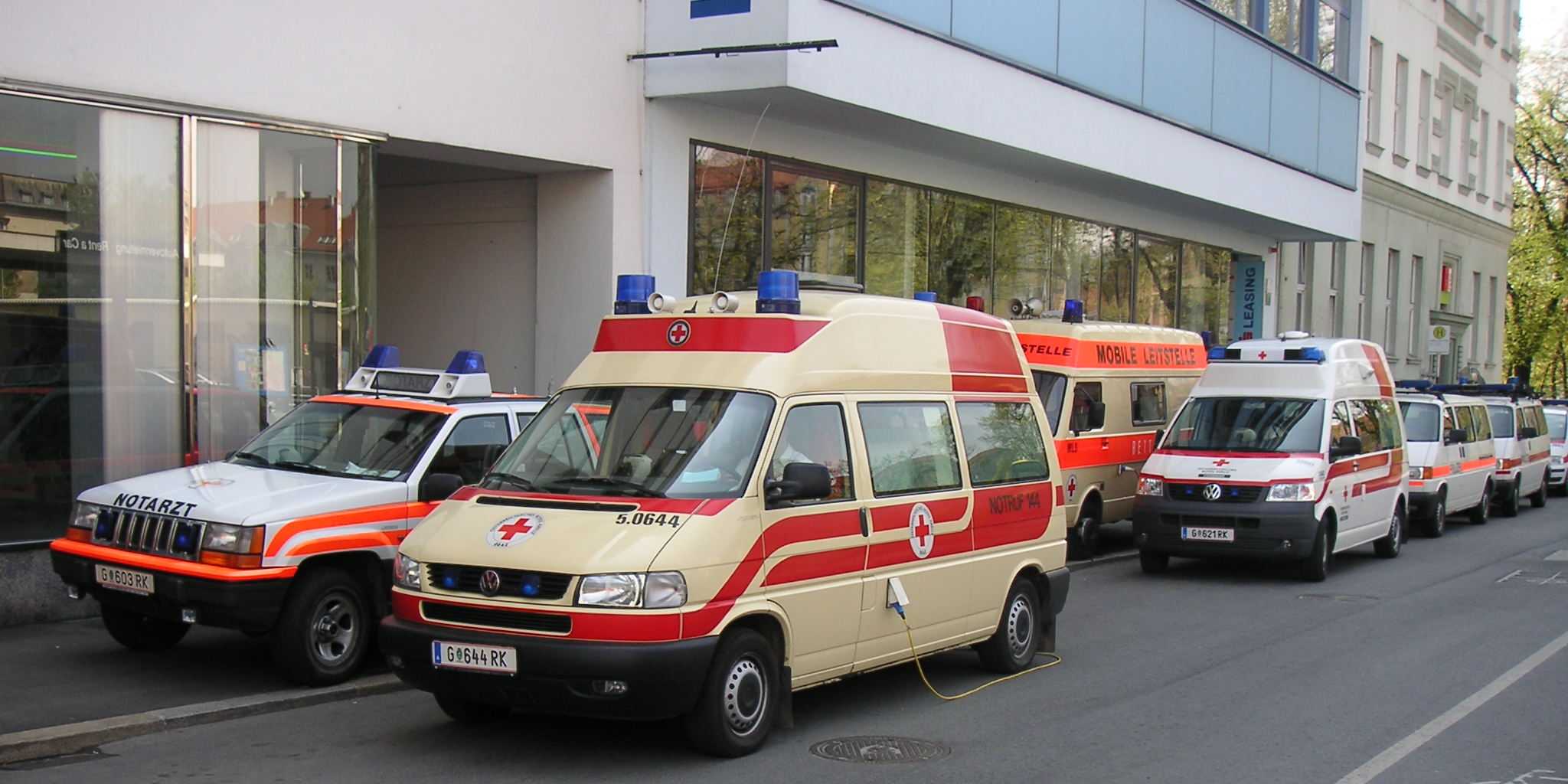
Notarzteinsatzfahrzeug, Rettungswagen und andere Rettungsdienstfahrzeuge bei einem Sanitätswachdienst bei einer Großveranstaltung (EU-Ministertreffen 2006, Graz)

Das Maurer-Schema ist ein von Klaus Maurer entwickeltes Verfahren zur Risikobewertung bei Großveranstaltungen. Mithilfe eines Algorithmus kann ermittelt werden, welches Gefahrenpotenzial von einer Veranstaltung ausgeht und wie viele Einsatzkräfte des Sanitätswachdienstes vorgehalten werden sollten. Dem Algorithmus liegen Erfahrungswerte zugrunde, die gegebenenfalls noch an die örtlichen Gegebenheiten angepasst werden müssen. Das Maurer-Schema ist sowohl in Deutschland als auch in Österreich etabliert und anerkannt. Häufig ist es Teil des Genehmigungsverfahrens von Großveranstaltungen durch die kommunalen Ordnungsbehörden.

## Verfahrensprinzip
Maurer geht davon aus, dass die Besucher der Veranstaltung selbst ein wesentlicher Faktor für das von der Veranstaltung ausgehende Gefahrenpotenzial sind. Daher ist die Anzahl der maximal zulässigen und der erwarteten Besucher Grundlage der Berechnungen. Der Anzahl der zulässigen Besucher und der tatsächlich erwarteten Besucher wird nach einer Regel je ein Punktwert zugeordnet. Diese Punktwerte werden addiert und mit einem Wichtungsfaktor multipliziert. Der Wichtungsfaktor gibt die Gefahrneigung der Veranstaltung an und wird in einer Tabelle für verschiedene Veranstaltungsarten angegeben. Dem so berechneten Wert können noch Punktwerte für besondere Gefahren zugefügt werden, so z. B. die Anwesenheit von Prominenten oder Erkenntnisse der Polizei über erhöhte Gewaltbereitschaft. Am Ende wird ein Punktwert errechnet, mithilfe dessen in Tabellen nachgeschlagen werden kann, wie viele Einsatzkräfte, Rettungsmittel und Führungskomponenten vonnöten sein werden.

## Algorithmus

### Berechnung der Gefahrneigung
Das Maurer-Schema verfährt nach einem Algorithmus, der verschiedene Kriterien, die die Gefahrneigung einer Veranstaltung beeinflussen, berücksichtigt. Über ein Punktwertsystem, welches den einzelnen Kriterien entsprechend ihrer Gefahrneigung einen Zahlenwert zuordnet, werden diese Kriterien hinsichtlich ihrer Gefahrneigung vergleichbar gemacht. Der Algorithmus führt die Gefahrneigungen der Kriterien zusammen und berechnet eine Gesamtgefahrneigung. Die erwähnten Kriterien werden im Folgenden aufgeführt.

#### Anzahl der Besucher
Von den Besuchern einer Veranstaltung geht selbst ein wesentlicher Teil der Gesamtgefahr aus. Das Maurer-Schema betrachtet die maximal zulässige Zahl der Besucher und die erwartete Zahl der Besucher.
Die Zahl der maximal zulässigen Besucher gibt an, wie viele Besucher sich höchstens auf dem Veranstaltungsgelände aufhalten dürfen. In der Regel wird diese Zahl durch die Ordnungsbehörden vorgegeben, aber auch bauliche und räumliche Gegebenheiten beeinflussen diesen Wert. Zur Berechnung im Maurer-Schema wird der maximal zulässigen Besucherzahl ein Wert zugeordnet, der der folgenden Tabelle entnommen werden kann.
| Besucher | Punktwert |
| -------- | --------- |
| 500      | 1         |
| 1.000    | 2         |
| 1.500    | 3         |
| 3.000    | 4         |
| 6.000    | 5         |
| 10.000   | 6         |
| 20.000   | 7         |

Bei einer Besucherzahl von mehr als 20.000 wird der Punktwert für jeweils weitere 10.000 Besucher um je einen Punkt erhöht. Sind keine Aussagen über die zulässige Zahl der Besucher vorhanden, kann mit 4 Personen pro Quadratmeter Veranstaltungsfläche gerechnet werden. Findet die Veranstaltung in einer baulich geschlossenen Umgebung (z. B. einer Konzerthalle) statt, so wird der Punktwert verdoppelt, um der deutlich erhöhten Gefahrneigung in baulich geschlossenen Anlagen Rechnung zu tragen. Maurer selbst nennt als Begründung für die Verdopplung die Gefahr durch Brandrauch. Daneben ist innerhalb geschlossener Gebäude – zumindest bei bestimmten Veranstaltungen – aber auch die Gefahr durch deutlich schlechtere Belüftung im Vergleich zu einer Open-Air-Veranstaltung gegeben.
Für die zu erwartende Zahl der Besucher wird für jeweils 500 erwartete Besucher ein Punkt vergeben.

#### Art der Veranstaltung
Ein wesentliches Kriterium zur Risikobewertung einer Veranstaltung ist ihre Art. Das Maurer-Schema verwendet hierfür je nach Art der Veranstaltung einen Wichtungsfaktor. Dieser Faktor basiert auf Erfahrungswerten mit vergleichbaren Veranstaltungen. Auch in diesem Fall kann der Wichtungsfaktor an die örtlichen Gegebenheiten angepasst werden.
| Art der Veranstaltung                  | Wichtungsfaktor |
| -------------------------------------- | --------------- |
| Allgemeine Sportveranstaltung          | 0,3             |
| Ausstellung                            | 0,3             |
| Basar                                  | 0,3             |
| Demonstration                          | 0,8             |
| Feuerwerk                              | 0,4             |
| Flohmarkt                              | 0,3             |
| Flugveranstaltung                      | 0,9             |
| Karnevalsveranstaltung                 | 0,7             |
| Karnevalsumzug                         | 0,7             |
| Kombi-Veranstaltung (Sport+Musik+Show) | 0,35            |
| Konzert                                | 0,2             |
| Kundgebung                             | 0,5             |
| Langlauf                               | 0,3             |
| Martinsumzug                           | 0,3             |
| Messe                                  | 0,3             |
| Motorsportveranstaltung                | 0,8             |
| Musikveranstaltung                     | 0,5             |
| Oper/Operette                          | 0,2             |
| Radrennen                              | 0,3             |
| Reitsportveranstaltung                 | 0,1             |
| Rockkonzert                            | 1,0             |
| Rockkonzert mit Boygroup               | 1,2             |
| Schauspiel/Theater                     | 0,2             |
| Schützenfest                           | 0,5             |
| Show                                   | 0,2             |
| Stadtteilfest                          | 0,4             |
| Straßenfest                            | 0,4             |
| Tanzsportveranstaltung                 | 0,3             |
| Volksfest                              | 0,4             |
| Weihnachtsmarkt                        | 0,3             |

#### Besondere Umstände
Neben der Grundgefahr, die sich aus der Menge der Besucher und der Art der Veranstaltung ergibt, können noch besondere Umstände vorliegen, die das Risiko der Veranstaltung beeinflussen. Dazu zählt die Anwesenheit von berühmten Persönlichkeiten sowie Erkenntnisse der Polizei über eine erhöhte Gewaltbereitschaft unter den Besuchern bzw. Besuchergruppierungen. Dementsprechend werden für jeweils 5 Personen mit VIP-Status 10 Punkte angesetzt, wobei der Punktwert für dieses Kriterium höchstens 30 betragen darf. Der Punktwert steigt also nicht über 30, auch wenn mehr VIPs anwesend sein sollten. VIP-Status haben in diesem Zusammenhang üblicherweise nur solche Personen, die Polizeischutz erhalten. Liegen Erkenntnisse über erhöhte Gewaltbereitschaft vor, so werden für dieses Kriterium einmalig 10 Punkte angesetzt.

#### Berechnung der Gesamtgefahrneigung
Zur Berechnung der Gesamtgefahrneigung werden zunächst die Punktwerte für die maximal zulässige Zahl der Besucher und die der erwarteten Besucher addiert. Diese Summe wird mit dem Wichtungsfaktor multipliziert. Zu dem Produkt werden danach noch die Punktwerte für die evtl. vorliegenden besonderen Umstände hinzuaddiert. Das Ergebnis ist das Gesamtrisiko der Veranstaltung, welches mit den unten stehenden Tabellen ausgewertet werden muss.

### Auswertung und Kräftebemessung

#### Anzahl der Helfer bzw. Sanitäter
| Punktwert     | Helferzahl                              |
| ------------- | --------------------------------------- |
| 1,5 – 2,0     | kein Sanitätswachdienst (ggf. 2 Helfer) |
| 2,1 – 4,0     | 3 Helfer                                |
| 4,1 – 13,5    | 5 Helfer                                |
| 13,6 – 22,0   | 10 Helfer                               |
| 22,1 – 40,0   | 20 Helfer                               |
| 40,1 – 60,0   | 30 Helfer                               |
| 60,1 – 80,0   | 40 Helfer                               |
| 80,1 – 100,0  | 80 Helfer                               |
| 100,1 – 110,0 | 100 Helfer                              |
| 110,1 – 120,0 | 120 Helfer                              |
| 120,1 – 140,0 | 160 Helfer                              |

Die hier aufgeführten Helferzahlen beziehen sich nur auf Helfer, die direkt mit der notfallmedizinischen Versorgung betraut sind. Insbesondere die Fahrzeugbesatzungen, Helfer der Unfallhilfsstellen, Fernmelder, Führungskräfte und Helfer für die eigene Versorgung kommen noch hinzu.

#### Anzahl der Krankentransportwagen (KTW)

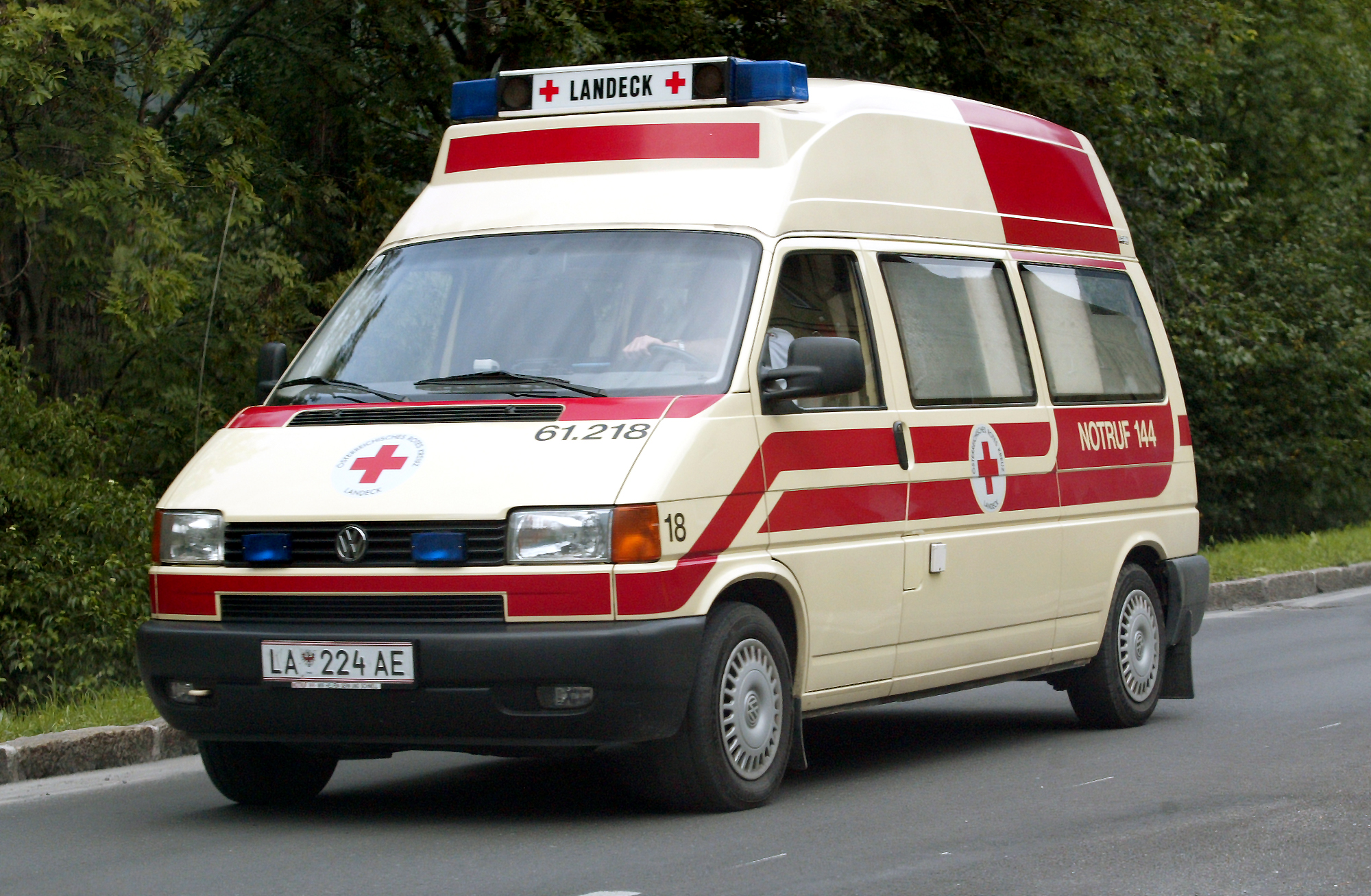
Krankentransportwagen

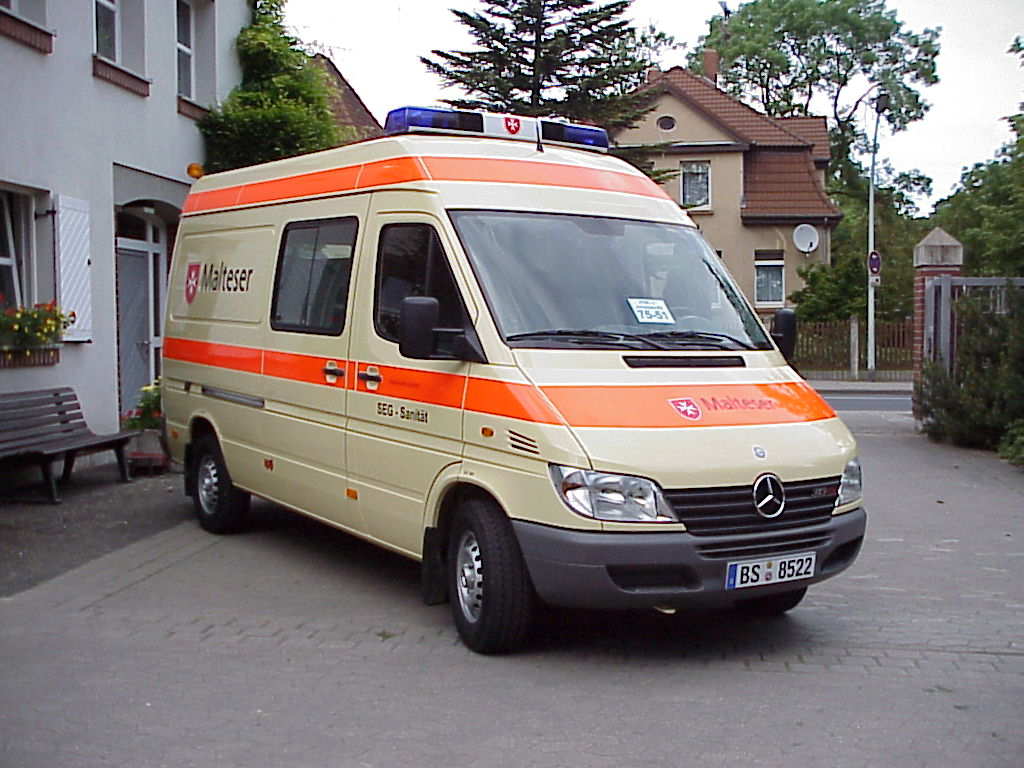
4-Tragen-KTW des Katastrophenschutzes

Generell muss bei der Bereitstellung von Rettungsmitteln wie KTW und RTW daran gedacht werden, zu welchem Zweck diese verwendet werden sollen. Prinzipiell denkbar ist die Verwendung als stationäre Behandlungseinheit; hier erfolgt der Einsatz also primär nicht unter dem Transportgesichtspunkt. Durch die erhöhte Gefahrneigung der Veranstaltung ist aber analog zum erhöhten Einsatzaufkommen auch mit einem erhöhten Transportaufkommen zu rechnen. Weil der Veranstalter ursächlich für die Erhöhung des Transportaufkommens verantwortlich ist, wird ihm auch die Gestellung entsprechender Rettungsmittel auferlegt. Der Einsatz der Rettungsmittel nach dem Maurer-Schema erfolgt im Wesentlichen unter dieser Prämisse. Auch hier sind die örtlichen Gegebenheiten zu berücksichtigen, nicht zuletzt deswegen, weil nicht immer davon ausgegangen werden kann, dass die beauftragte Hilfsorganisation auch eine Transportberechtigung hat. Häufig setzen Hilfsorganisationen auch Krankentransportwagen aus Beständen des Katastrophenschutzes bei Sanitätswachdiensten ein. Gegen diesen Einsatz ist prinzipiell nichts einzuwenden, jedoch sollte trotz der Möglichkeit, mit diesen Fahrzeugen bis zu vier Patienten zu transportieren, immer nur ein Patient transportiert werden.
| Punktwert     | Anzahl KTW |
| ------------- | ---------- |
| 0,1 – 4,0     | kein KTW   |
| 4,1 – 13,0    | 1 KTW      |
| 13,1 – 25,0   | 2 KTW      |
| 25,1 – 40,0   | 3 KTW      |
| 40,1 – 60,0   | 4 KTW      |
| 60,1 – 80,0   | 5 KTW      |
| 80,1 – 100,0  | 6 KTW      |
| 100,1 – 110,0 | 7 KTW      |
| 110,1 – 120,0 | 8 KTW      |
| 120,1 – 140,0 | 10 KTW     |

#### Anzahl der Rettungswagen (RTW)

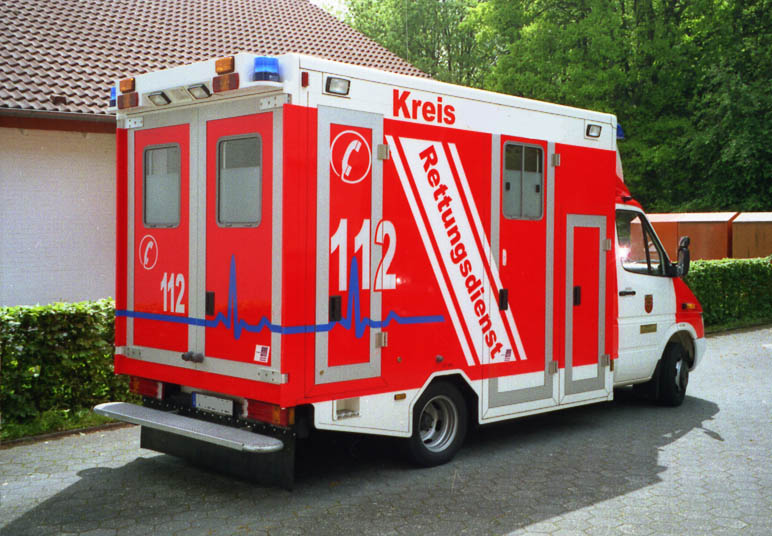
Rettungswagen

| Punktwert     | Anzahl RTW |
| ------------- | ---------- |
| 0,1 – 6,0     | kein RTW   |
| 6,1 – 25,5    | 1 RTW      |
| 25,6 – 45,5   | 2 RTW      |
| 45,6 – 60,5   | 3 RTW      |
| 60,6 – 75,5   | 4 RTW      |
| 75,6 – 100,0  | 5 RTW      |
| 100,1 – 120,0 | 6 RTW      |
| ab 120,1      | 7 RTW      |

#### Anzahl der Notärzte (NA)
| Punktwert    | Anzahl Notärzte |
| ------------ | --------------- |
| 0,1 – 13,0   | kein Notarzt    |
| 13,1 – 30,0  | 1 Notarzt       |
| 30,1 – 60,0  | 2 Notärzte      |
| 60,1 – 90,0  | 3 Notärzte      |
| 90,1 – 120,0 | 4 Notärzte      |
| ab 120,1     | 5 Notärzte      |

#### Anzahl der Großraumrettungswagen (GRTW)
| Punktwert  | Anzahl GRTW |
| ---------- | ----------- |
| 0,1 – 90,0 | kein GRTW   |
| Ab 90,1    | 1 GRTW      |

#### Einsatzleitung
| Punktwert   | Art der Einsatzleitung                               |
| ----------- | ---------------------------------------------------- |
| 0,1 – 30,0  | keine stabsmäßige Einsatzleitung                     |
| 30,1 – 60,0 | stabsmäßige Einsatzleitung mit reduzierter Besatzung |
| ab 60,1     | voll stabsmäßige Einsatzleitung                      |

#### Unfallhilfsstellen
Eine Unfallhilfsstelle (UHS) stellt die bei Großveranstaltungen nötigen Behandlungskapazitäten zur Verfügung. Patienten können hier notfallmedizinisch erstversorgt und auch über einen längeren Zeitraum betreut werden. Dieses Vorgehen dient dazu, die Zahl der Transporte zu verringern. Die Ausstattung der UHS nach Maurer ist hier beispielhaft zu verstehen. Sie variiert örtlich im Allgemeinen stark. Jeder größere Ortsverein einer Hilfsorganisation wird eine oder mehrere nach seinen Möglichkeiten und Bedürfnissen ausgestattete UHS stellen. Wichtig ist hier vielmehr die Unterscheidung zu einer gewöhnlichen Sanitätsstation, wie sie typischerweise auf kleineren Sanitätsdiensten zum Einsatz kommt. In einer UHS können mehrere Patienten gleichzeitig betreut werden. In der Regel unterscheidet man zwischen Patienten, die einer intensiveren notfallmedizinischen Versorgung bedürfen, und solchen, die beispielsweise nach einer Synkope nur kurz betreut werden müssen. Beide Arten von Patienten können in einer UHS in größerer Menge versorgt werden. Hierfür stehen eine Anzahl an Intensiv- bzw. Behandlungsplätzen und Betreuungs- bzw. Pflegeplätzen zur Verfügung. Der Begriff „Behandlungsplatz“ ist in diesem Kontext nicht als Behandlungsplatz im Sinne von MANV-Konzepten zu verstehen, sondern als Möglichkeit, einen Patienten notfallmedizinisch zu versorgen. Häufig werden UHS um Elemente eines MANV-mäßigen Behandlungsplatzes ergänzt, so dass beispielsweise auch eine Sichtungsstelle vorhanden ist. Speziell für die Belange eines Sanitätswachdienstes sind häufig auch Aufenthalts- und sogar Sozialräume für die eingesetzten Helfer vorgesehen. Das Personal der UHS versteht sich zusätzlich zu den Helfern, die weiter oben erwähnt wurden.
| Punktwert    | Bezeichnung | Behandlungsplätze | Notärzte | Notfallsanitäter | Rettungssanitäter | Pflegeplätze | Rettungshelfer/Sanitäter |
| ------------ | ----------- | ----------------- | -------- | ---------------- | ----------------- | ------------ | ------------------------ |
| 0,1 – 50,0   | keine UHS   | 0                 | 0        | 0                | 0                 | 0            | 0                        |
| 50,1 – 80,0  | UHS 1       | 5                 | 1        | 1                | 5                 | 10           | 5                        |
| 80,1 – 110,0 | UHS 2       | 5                 | 1        | 1                | 5                 | 20           | 10                       |
| ab 110,1     | UHS 3       | 8                 | 2        | 2                | 8                 | 25           | 12                       |

## Kritik
Die Richtlinien zur Wahl des Wichtungsfaktors aus dem Maurer-Schema beziehen sich ausschließlich auf die Art der Veranstaltung und das damit zu erwartende Publikum bzw. dessen Aktivität. Eine genauere Betrachtung der äußeren Einflussfaktoren wie dem hier unberücksichtigten Wetter forderte Maurer selbst schon. Die Anwesenheit von Personen mit Polizeischutz erhöht nicht zwangsläufig das Aufkommen von Patienten, sondern eher die Aufmerksamkeit, die auf den Sanitätsdienstleister fallen könnte. Der Ansatz zur Berücksichtigung von Gewaltbereitschaft und der Gesamtgefahrneigung ist stark vereinfachend.
Das Maurer-Schema ist einer der einfachsten Algorithmen zur Bewertung der Gefahrneigung einer Veranstaltung und zum Vorschlag eines Sanitätsdienstkonzeptes. Die gestaffelte Ableitung der notwendigen Kräfte und Mittel aus einer Kenngröße hat das Maurer-Schema mit vielen anderen Verfahren gemein. Andere Verfahren wie der Kölner Algorithmus gehen differenzierter auf die verschiedenen Voraussetzungen und Einflussfaktoren sowie Erfahrungswerte und örtliche Gegebenheiten ein. Engpässe (als Hindernis für Einsatzkräfte oder Verletzungsschwerpunkt) oder die räumliche Ausdehnung, zum Beispiel einer Laufstrecke, erfordern individuelle Anpassungen. Auch die Ableitung der notwendigen Kräfte und Mittel sowie deren Organisation und Führung müssen jeweils den örtlichen und organisatorischen Gegebenheiten angepasst werden. Festlegungen zur Zusammenarbeit mit dem Regelrettungsdienst oder Vorgaben von Sportverbänden können zusätzlichen Einfluss auf die nötigen Rettungsmittel haben.
Die korrekte Vorhersage des Verhaltens einer Menschenmasse, zum Beispiel von Personendichtespitzen, wie sie beim Unglück bei der Loveparade 2010 aufgetreten sind, kann kein Algorithmus leisten. Daher erfordert die Planung eines Sanitätsdienstes weiterhin vor allem Erfahrung, Algorithmen sollten höchstens verwendet werden, um Sachunkundigen oder Unerfahrenen die Einschätzung eines ausgearbeiteten Konzeptes zu ermöglichen.

## Verfahren zur Risikobewertung von Veranstaltungen
- Hanno Peter, Klaus Maurer: Gefahrenabwehr bei Großveranstaltungen Broschiert, 259 Seiten, Stumpf & Kossendey, 2005, ISBN 3-932750-94-2.
- B. Dirks et al.: Empfehlungen für die notfallmedizinische Absicherung bei Großveranstaltungen, in: Notfall & Rettungsmedizin 6/2004.
- Hartmut H. Starke, Christian A. Buschhoff, Harald Scherer: Pocketguide Sport Events: Richtlinien, Daten und Fakten zur Durchführung von Sport- und Grossveranstaltungen. Broschiert, 180 Seiten, 2006, ISBN 3-938862-12-2.
- Jörg Schmidt et al: Kölner Algorithmus und Vergleich mit Maurer-Schema, Vereinigung zur Förderung des Deutschen Brandschutzes e.V., abgerufen am 31. Juli 2023